# ВЕЦ Гранд Кули Дам
„Гранд Кули Дам“ (на английски: Grand Coulee Dam) е водноелектрическа централа с гравитационна язовирна стена на река Колумбия в щата Вашингтон, САЩ. Тя е най-голямата ВЕЦ в САЩ и 5-а по големина в света.
Завършена е през юни 1942 г. Обемът на язовира е 11,9 км3. Проектирана е за производство на електрически ток и за напояване на районите на северозападния бряг на САЩ. Язовирът напоява около 2000 км2 земеделски земи.